# قلم‌پرها
قلم‌پرها (انگلیسی: Quills) فیلمی در ژانر دوره‌ای به کارگردانی فیلیپ کافمن است که در سال ۲۰۰۰ منتشر شد. این فیلم اقتباس‌شده از نمایش‌نامهٔ داگ رایت در سال ۱۹۹۵ است که برندهٔ جایزهٔ اوبی شده بود و رایت خودش نویسندگی فیلم را بر عهده داشت. قلم‌پرها با الهام از زندگی و کار مارکی دو ساد ساخته شد و آخرین سال‌های حبس مارکی در تیمارستان شارنتون فرانسه را به تصویر می‌کشد. جفری راش، کیت وینسلت، واکین فینیکس و مایکل کین ستارگان این فیلم هستند.
این فیلم با بودجهٔ ۱۳٫۵ میلیون دلاری ساخته شده بود و در نهایت ۱۸ میلیون دلار در سراسر جهان فروش داشت. قلم‌پرها از سوی منتقدان با نقدهای عموماً مثبتی همراه بود و در جوایز اسکار نامزد دریافت سه جایزه شده بود. این فیلم همچنین در جوایز گلدن گلوب نامزد دریافت دو جایزه شد.هیئت ملی بازبینی فیلم در سال ۲۰۰۰ قلم‌پرها را به عنوان بهترین فیلم خود انتخاب کرد. فیلم‌سازان و نویسندگان فیلم قلم‌پرها گفتند که فیلم زندگی‌نامه دو ساد را روایت نمی‌کند بلکه در حال پرداختن به مسائلی مانند سانسور، پورنوگرافی، سکس، هنر، بیماری روانی و مذهب هست.

## داستان
مارکی دو ساد در یک بیمارستان روانی بستری است. او زندگی را چیزی جز لذت های جنسی نمی‌داند و شدیداً با مسیحیت مخالفت می‌کند و مقدسات مسیحی را به تمسخر می‌گیرد و تا آخرین لحظه عمرش دست از مخالفت با دین مسیحیت برنمی‌دارد. وی از طریق خدمتکاری به نام مادلین (مدی) کتاب‌های خود را که دارای موضوعات قبیح جنسی است به بیرون منتشر می‌کند. مادلین داستان‌ها را هربار برای خدمتکاران دیگر می‌خواند. اَبِه (پدر) کولمیر، رئیس بیمارستان، قصد اصلاح وی را دارد، اما در این راه ناموفق است. ابه عاشق مادلین است و حسرتِ برقراری رابطه جنسی با مادلین دارد، ولی خداترسی و دین‌گراییِ او و تلاشش برای این که یک مسیحیِ مؤمن باشد، باعث می‌شود که تمایلاتش را سرکوب کند. زمانی که یکی از بیماران روانی که با سخنان مارکی دوساد تحریک جنسی شده، مادلین را به قتل می‌رساند، ابه دچار افسردگی می‌شود و متوجه میل جنسی‌اش می‌شود و در رؤیاها و خواب و خیالاتش، خودش را در حال آمیزش جنسی با مادلین می‌پندارد. قتل مادلین و سپس مرگِ خودکشی‌گونهٔ مارکی دوساد چنان تأثیر عمیقی بر ابه می‌گذارد که او در بقیهٔ زندگی‌اش از عقاید سابقش دست می‌شوید و شخصیتی مانند مارکی دوساد پیدا می‌کند و مثل مارکی دوساد، در همان بیمارستان محبوس و تحت نظارت قرار می‌گیرد.
محتوای فیلم، نقد توامان و هم‌زمان دین‌گراییِ افراطی و سرکوبِ میل جنسی (که نمادش ابه کولمیر است) و بی‌بند و باریِ لذت جنسی (که نمادش مارکی دوساد است) می‌باشد.

## نقش‌ها
| بازیگر         | نقش              |
| -------------- | ---------------- |
| جفری راش       | ژان مارکی دوساد  |
| کیت وینسلت     | مدی              |
| واکین فینیکس   | ابه (پدر) کولمیر |
| مایکل کین      | دکتر کلارد       |
| بیلی وایتلا    | مادر مدی         |
| پاتریک مالاهید | دلبنه            |
| آملیا وارنر    | سیمونه           |
| جین مه نه لاوس | رنه              |

## جوایز
- نامزد دریافت جایزهٔ اسکار بهترین بازیگر نقش اول مرد، جفری راش
- نامزد دریافت جایزهٔ اسکار بهترین طراحی لباس، ژاکلین وست